# Канадско-колумбийские отношения
Канадско-колумбийские отношения — двусторонние дипломатические отношения между Канадой и Колумбией. 

## Общая характеристика
Канада имеет посольство в Боготе, а у Колумбии есть посольство в Оттаве и 2 генеральных консульства (в Монреале и Торонто). Обе страны являются полноправными членами Организации американских государств.
Экспорт из Колумбии в Канаду: кофе, бананы, уголь и топливо. В 2008 году страны подписали двустороннее торговое Соглашение. Согласно данному Соглашению, Колумбия согласилась принять меры к ликвидации детского и принудительного труда, дискриминации на рабочем месте, а также к устранению двойного налогообложения. 15 августа 2011 года Соглашение вступило в силу.
В феврале 2009 года канадское правительство объявило, что Колумбия была добавлена в список предпочтительных стран для получения иностранной помощи.